# Інгали
Інгали (рос. Ингалы) — село у Большереченському районі Омської області Російської Федерації.
Належить до муніципального утворення Інгалинське сільське поселення. Населення становить 1117 осіб.

## Історія
Згідно із законом від 30 липня 2004 року органом місцевого самоврядування є Інгалинське сільське поселення.

## Населення
| 1926 | 2002  | 2010  |
| ---- | ----- | ----- |
| 1274 | ↗1351 | ↘1117 |